# Наталь (провінція)
29° пд. ш. 30° сх. д. / 29° пд. ш. 30° сх. д.
Провінція Наталь (англ. Province of Natal, афр. Natalprovinsie), зазвичай зветься Наталь — провінція Південної Африки з травня 1910 року до травня 1994 року. Її столицею був Пітермаріцбург. У цей період сільські райони, населені чорним африканським населенням Наталю, були організовані в бантустан Квазулу, який поступово відділявся від провінції, ставши у 1981 році частково автономним. Більшість білого населення складали англомовні особи британського походження, що призвело до того, що Наталь став єдиною провінцією, яка проголосувала «проти» створенню республіки на референдумі 1960 року через дуже сильну монархічну, пробританську Співдружність націй і антисепаратистські настрої. У другій половині 1980-х років Наталь перебував у стані конфлікту між Партією свободи Інката та Африканським національним конгресом, причому насильство вщухло незабаром після перших нерасових виборів у 1994 році.
У 1994 році бантустан Квазулу було знову включено до території Наталу, а провінція була перейменована як Квазулу-Наталь.

## Райони в 1991 році

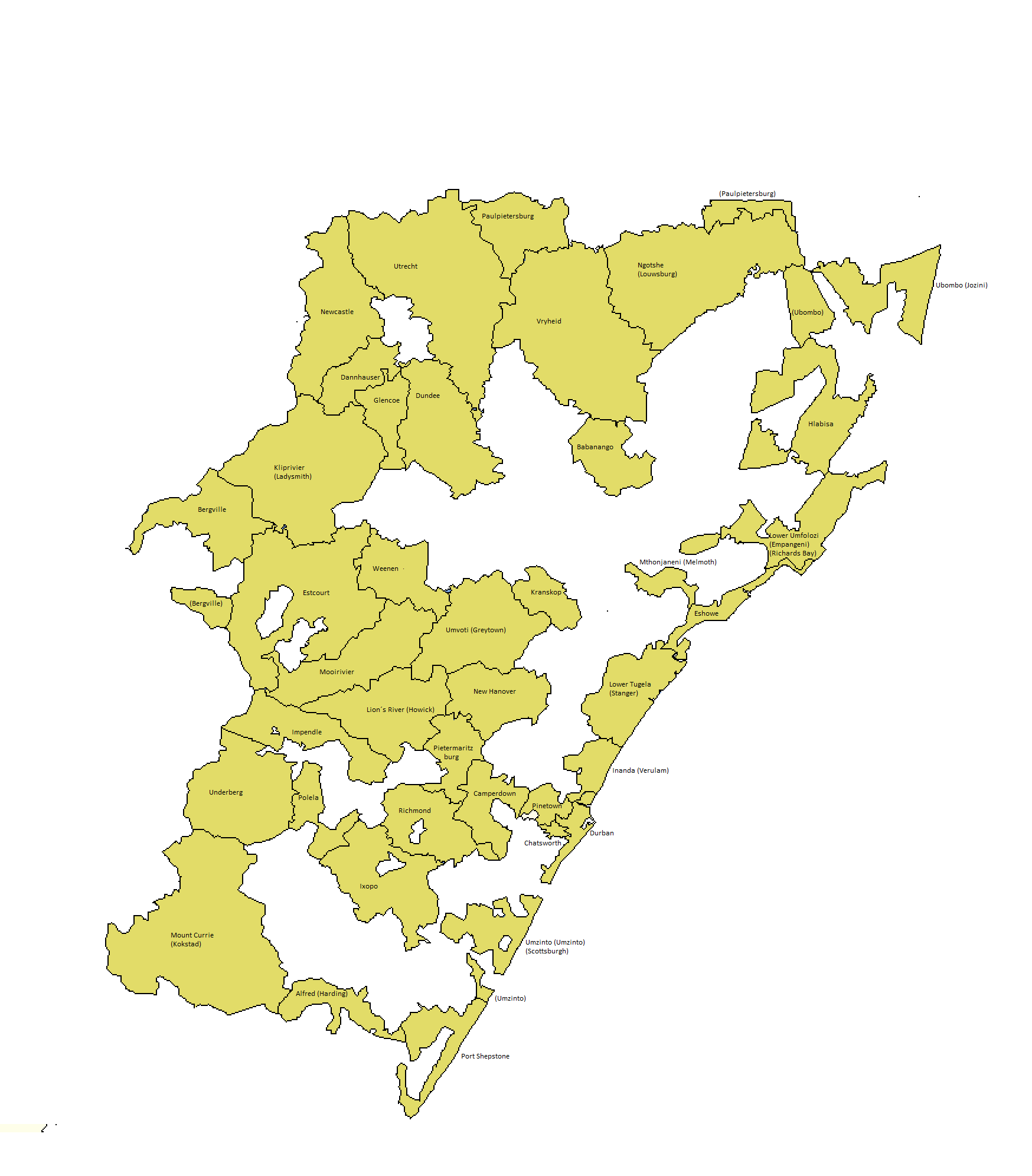

Райони провінції та населення на момент перепису 1991 року.
- Маунт-Керрі (головне місто Кокстад): 41,564
- Альфред (головне місто Гардінг): 8794
- Порт-Шепстоун: 67 239
- Умзінто: 46 919
- Іксопо: 22 626
- Полела: 4,364
- Андерберг: 9 584
- Імпендле: 2,815
- Річмонд: 23 476
- Кемпердаун: 36 315
- Пітермаріцбург: 228 549
- Лайонс-Рівер: 43 060
- Нью-Гановер: 38 207
- Муї-Рівер: 25 061
- Есткорт: 49 493
- Вінен: 12 485
- Бергвіль: 22 552
- Умвоті (головне місто Грейтаун): 41 160
- Кранскоп: 7 565
- Дурбан: 473 826
- Інанда (головне місто Верулам): 299 379
- Пайнтаун: 184 216
- Чатсворт: 179 957
- Кліп-рівер: 64 782
- Ґленко: 17 265
- Данді: 31 613
- Даннгаузер: 14 154
- Ньюкасл: 53 584
- Утрехт: 27 798
- Полпітерсбург: 21 072
- Вригейд: 85,518
- Нготше: 26 382
- Ловер-Туґела (головне місто Штангер): 96 702
- Мтунзіні: 18 455
- Ешоу: 13 355
- Мтоньянені (головне місто Мелмот): 10 577
- Бабананго: 3 069
- Ловер-Умфолозі (головне місто Емпангені): 56 082
- Глабіса: 18,211
- Убомбо (головне місто Джозіні): 2929